# Dellstedter Birkwildmoor

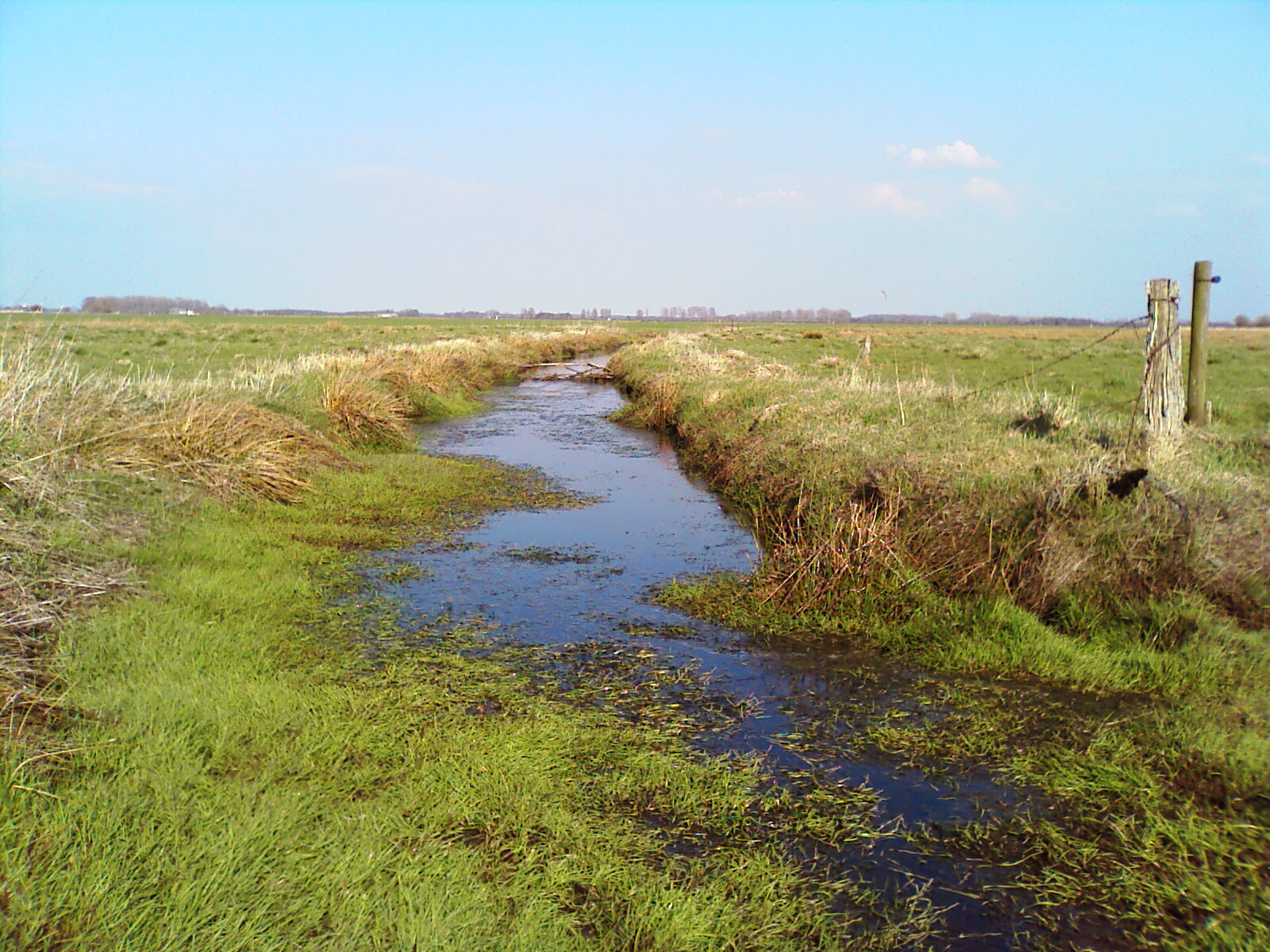
An das Moor angrenzende Feuchtwiesen

Das Naturschutzgebiet Dellstedter Birkwildmoor liegt in Schleswig-Holstein im Kreis Dithmarschen.

## Beschreibung
Das Gebiet befindet sich in der Flusslandschaft Eider-Treene-Sorge, umfasst eine Fläche von ungefähr 620 Hektar und ist seit Januar 2010 Teil des FFH-Gebietes 1622-391 „Moore der Eider-Treene-Sorge-Niederung“ und damit als Natura-2000-Gebiet ausgewiesen. Im April 2016 wurde für das Teilgebiet NSG „Dellstedter Birkwildmoor“ ein Managementplan für die Erhaltung und Entwicklung der dortigen Lebensraumtypen durch die Stiftung Naturschutz Schleswig-Holstein im Auftrag des Ministeriums für Energiewende, Landwirtschaft, Umwelt und ländliche Räume (MELUR) aufgestellt. Es besteht aus den beiden voneinander getrennten Hochmoorresten, dem Nordermoor und dem Ostermoor, sowie den umliegenden Feuchtwiesen. Der Torf hat an einigen Stellen eine Mächtigkeit von bis zu sechs Metern. Den Namen hat das Moor vom Birkhuhn, das hier früher in sehr starken Populationen vertreten war, seit Anfang der 1980er Jahre als Brutvogel allerdings aus dem Moor verschwunden ist. Große Teile des Gebietes befinden sich heute im Besitz des Landesjagdverbandes Schleswig-Holstein und der Stiftung Naturschutz Schleswig-Holstein.

## Geschichte
Die Abtorfung der schleswig-holsteinischen Moore begann vor etwa 250 Jahren, um zum einen Brennstoff zu gewinnen, zum anderen, um die Flächen trockenzulegen, um sie später landwirtschaftlich zu nutzen. Das Ostermoor bildete für die Dellstedter Bauern in früheren Jahren eine Barriere zu den fruchtbaren Wiesen an der Eider, da es weder befahrbar noch schiffbar war. Im Jahr 1814 wurden zwei Dämme durch das Moor gebaut, um die Wiesen dort nutzen zu können. Der Kaufmann Marcus Hartwig Holler aus Büdelsdorf kaufte 1843 etwa 150 Hektar Moorgebiet, da er hier Torf und Eisen für seine Eisenhütte, die Carlshütte abbauen wollte.
Mit dem Bau der Kreisbahn Norderdithmarschen nach Dellstedt wurde dort ein Torfwerk errichtet, um den Torf des Ostermoors wirtschaftlich zu nutzen. Der Torf eignete sich aufgrund einer groben, lockeren Struktur (Weißtorf) nicht zum Verbrennen, daher wurde es zur Herstellung von Torfstreu genutzt, das vorwiegend in Gärtnereien und Pferdeställen zum Einsatz kam. 1916 wurde die Torffabrik aus wirtschaftlichen Gründen wieder geschlossen.
Große Teile des Ostermoors wurden in den 1920er Jahren kultiviert. In der Rethbucht, einem Ortsteil von Dellstedt, baute man ein Schöpfwerk, um das Wasser aus dem Moor zu pumpen. Mit der Eisenbahn wurden anschließend große Mengen Dünger und Kalk ins Moor transportiert, um den Boden fruchtbar zu machen.
Teile des Nordermoors wurden 1941 von einem Unternehmer erworben und in kurzer Zeit wurden 41 Hektar des Moors kultiviert.
Die Renaturierungsmaßnahmen im Dellstedter Birkwildmoor begannen etwa 1970, unter anderem mit dem Verschließen der Gräben, um das Wasser im Gebiet zu halten. Um das Pfeifengras zurückzudrängen, wird das Moor von einer Herde Moorschnucken gezielt beweidet. Als Folge breitet sich die typische Hochmoorvegetation wieder aus.
Im Jahr 1957 wurde das Moorgebiet als Landschaftsschutzgebiet ausgewiesen, die Entwässerung wurde aber weiterhin betrieben. Erst 1989 wurde das Dellstedter Birkwildmoor zum Naturschutzgebiet erklärt.

## Flora und Fauna
Im Moor sind viele in Deutschland seltene Tier- und Pflanzenarten wie der Sonnentau, Wollgras, Moorlilie, Blaukehlchen und Nordische Moosjungfer beheimatet. Bekassine und Blaukehlchen bietet das Moor Lebensräume.

## Sonstiges
Das Dellstedter Birkwildmoor wurde als Naturschutzgebiet des Jahres 2009 in Schleswig-Holstein ausgezeichnet. Zahlreiche Wege führen in das Moor, im Nordermoor gibt es einen Aussichtsturm und zahlreiche Informationstafeln vom Landesamt für Landwirtschaft, Umwelt und ländliche Räume.
Weitere wichtige unter Naturschutz stehende Moore in der Eider-Treene-Sorge-Niederung sind das Wilde Moor bei Schwabstedt und das Tetenhusener Moor.

## Weitere Fotos

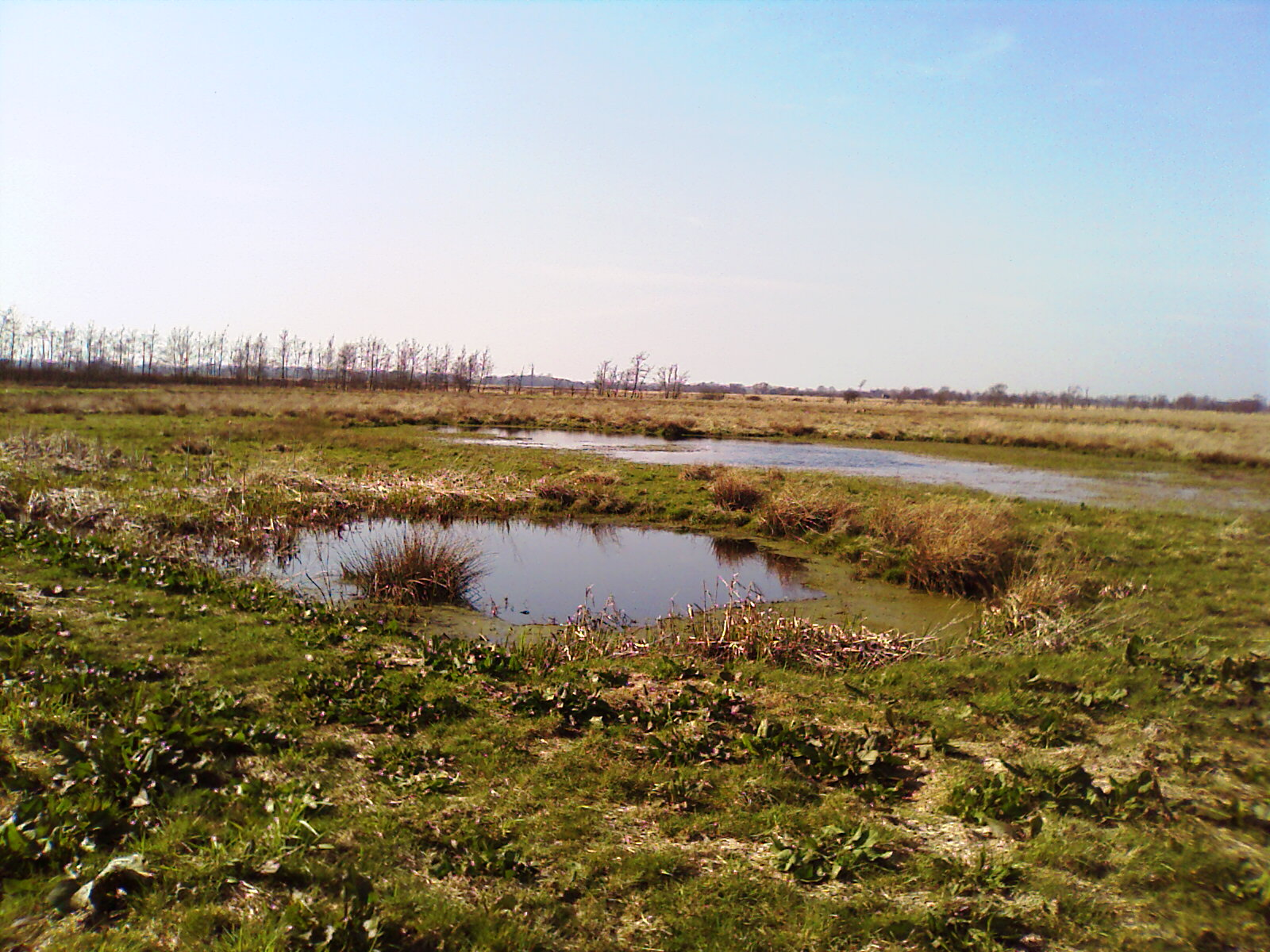
Überblick über das Moor (Nordermoor)
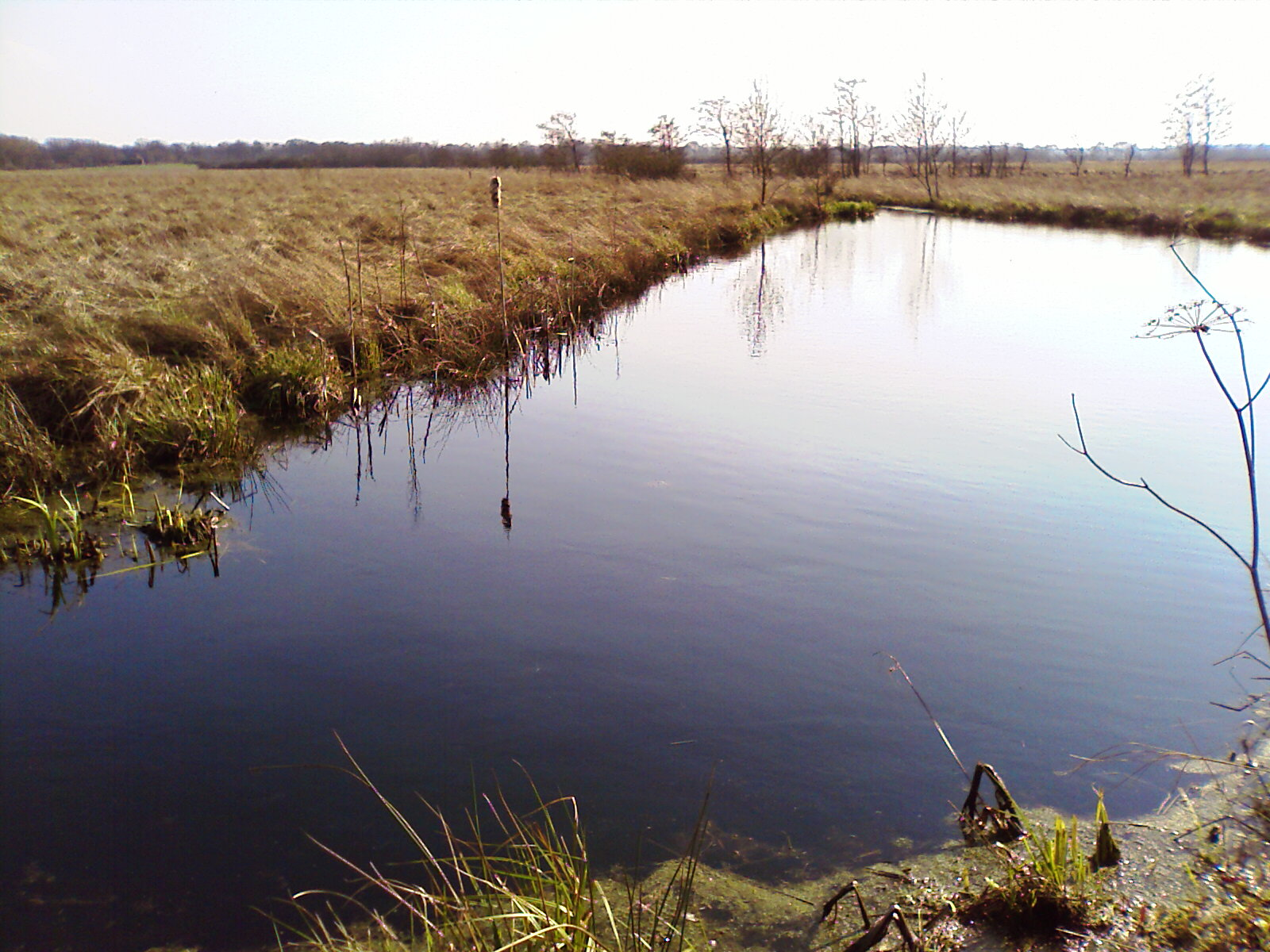
Teich im Moor